# Neil Armstrong Air and Space Museum
Il Neil Armstrong Air and Space Museum è situato a Wapakoneta, città natale dell'astronauta Neil Armstrong, primo uomo a toccare il suolo lunare.
Il museo è stato inaugurato nel 1972, e ospita numerosi reperti legati alla storia del volo e dell'esplorazione nello spazio. Presenta una struttura architettonica particolare, che ricorda una fantascientifica base lunare, realizzata in acciaio e cemento armato, con una cupola larga diciassette metri (cinquantasei piedi).

## Esposizione
Al primo piano il percorso museale illustra la storia del volo spaziale, dalle teorie di Konstantin Ėduardovič Ciolkovskij dei primi anni del '900, alle missioni dei programmi Mercury e Gemini degli anni '50 e '60. Sono esposti alcuni veicoli spaziali, tra cui il Gemini 8, in missione nel 1966 sotto il comando di Armstrong, e numerose tute spaziali adoperate nelle missioni del Programma Apollo. 

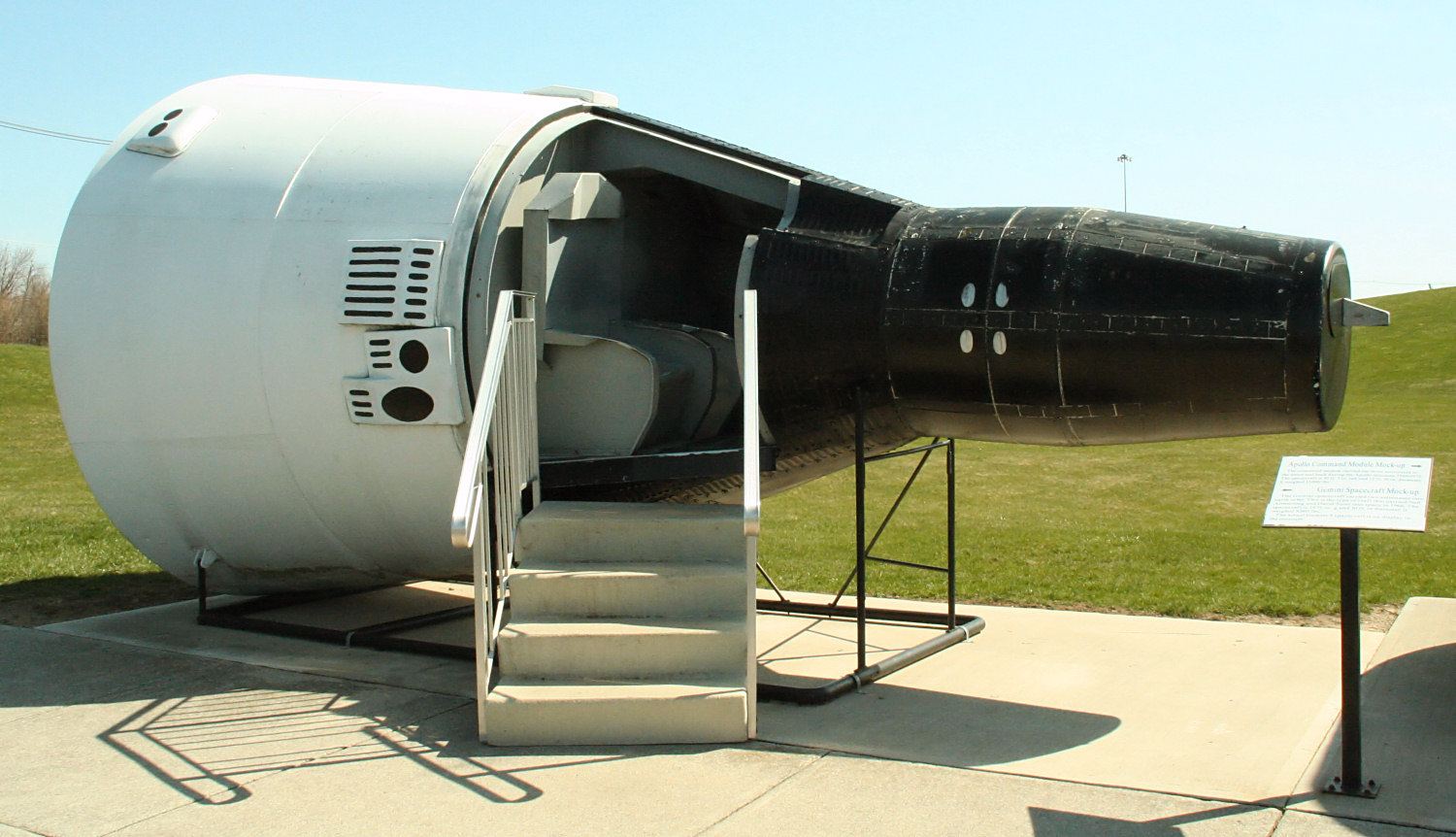
Una capsula Gemini

Presenti anche aerei usati dalla NASA per i test di ricerca, come il Douglas F5D Skylancer.
Al secondo piano sono custoditi i reperti relativi alle missioni lunari, con gli equipaggiamenti in dotazione agli astronauti, le attrezzature per i rilievi e gli esperimenti sul suolo lunare, modelli di razzi. Tra i reperti anche una roccia, raccolta nel Mare della Tranquillità da Neil Armstrong e Buzz Aldrin nel corso della missione Apollo 11 del 1969.

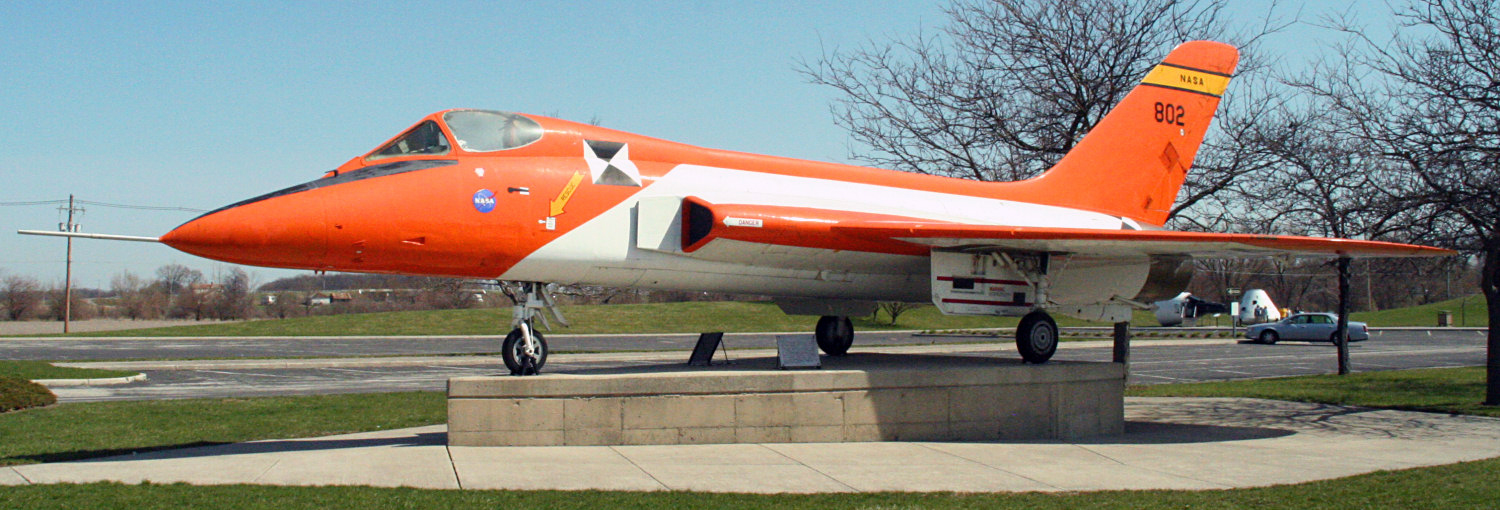
Un F5D Skylancer esposto nel museo

Alcune mostre interattive e tre simulatori di volo consentono ai visitatori di provare l'esperienza del viaggio nello spazio e dell'atterraggio a bordo dello Space Shuttle o di un modulo lunare.
Nella cupola, che presenta la volta con il cielo stellato, è situata una sala teatro, in cui si proiettano immagini e documentari, tra cui il filmato dell'allunaggio dell'Apollo 11.